# Lindsey Middleton
Lindsey Middleton est une actrice canadienne anglophone (région de Toronto), née en mars 1991 (6 ou 7). Elle est principalement connue dans le milieu de la websérie, pour incarner Vanessa LeMay, un des principaux rôles de la websérie LGBT, Out With Dad maintes fois récompensée.

## Théâtre
- 2007 - Peter Pan : Peter Pan (Gipsy Theatre, mise en scène : John Dalingwater)
- 2009 - Cats : Mr. Mistofolees (Queen Strret Theater, John Dalingwater)
- 2010 - Dog Sees God : Van's Sister (Fly By Night Theatre, mise en scène : Marisa Ship)
- 2011 - The Women : Miss Trimmerback (Theatre Erindale, mise en scène : Terry Tweed)
- 2011 - 1917: The Halifax Explosion : Audrey Rafter (Well Fought Theatre, mise en scène : Meredith Scott)
- 2012 - Stage Door : Judith Canfield (Theatre Erindale, mise en scène : Heinar Piller)
- 2012 - Semi Monde : Marion Fawcett (Theatre Erindale, mise en scène : Brian McKay)
- 2012 - 'Dentity Crisis : Jane (Beck Festival, mise en scène : Ben Hayward)
- 03/2013 - Rhyme Reason or Otherwise : Mamie (Hart House Players, mise en scène : Jeremy Hutton)
- 2013 - A Midsummer Night Dream : Hermia (Theatre Erindale, mise en scène : Sue Miner)
- 08/2013 - Girls!Girls!Girls! : Missy (Present Danger Prod., mise en scène : Donna Marie Baratta)
- 09/2013 - Bone Cage : Krista (Hart House Theatre, mise en scène : Matt White)

## Filmographie

### Courts métrages
- 2011 - Dating in Ridgeway, On : Girl (réal. : Jason Leaver)
- 2012 - Let Her Go  : Amy (réal. : Jeanette McDonald )
- 2012 - My First Fight : Victime
- 2013 - Miss M : Miss M  (réal. : Chris Stewart)
- 2013 - Miss Loneliness : Stella
- 2014 - What About Joe : Angela  (réal. : Atefeh Sadreddin)
- 2014 - Cave : Alison (réal. : Josh Glover)
- 2015 - Red Spring : Bailey

- Miracle : young Amelia
- T.U.N.I.P. : Allisson
- Overcoat Club : Fille des années 1920

### Internet

#### Webséries
- 2010/... : Out With Dad (inclus Vanessa's Story, dir. : Jason Leaver) : Vanessa LeMay (Version doublée retransmise sur France 4 - V.F. : Adeline Chetail)

## Nominations et distinctions
Lindsey Middleton a obtenu les nominations et reçu les distinctions suivantes :
| Récompenses          | Total       | Total | 2011 | 2011 | 2012 | 2012 | 2013 | 2013 | 2014 | 2014 | 2015 | 2015 |
| Récompenses          | Nominations | Prix  | Nom. | Pr.  | Nom. | Pr.  | Nom. | Pr.  | Nom. | Pr.  | Nom. | Pr.  |
| -------------------- | ----------- | ----- | ---- | ---- | ---- | ---- | ---- | ---- | ---- | ---- | ---- | ---- |
| Indie Soap Awards    | 2           | 0     | --   | --   | 1    | 0    | --   | --   | 1    | 0    | --   | --   |
| LA WebFest           | ---         | 2     | --   | --   | Sel. | 1    | Sel. | 1    | Sel. | 0    | --   | --   |
| Academy of WebTV Aw. | ---         | 0     | --   | --   | 1    | 0    | --   | --   | --   | --   | --   | --   |

### 2012
- 3e Indie Soap Awards
  - Nomination : meilleur second rôle féminin (Best Supporting Actress, Drama) pour Out with Dad

- LA Web Series Festival
  - casting remarquable dans un drame (Outstanding Ensemble Cast in a Drama) : Lindsey Middleton, aux côtés de plusieurs autres artistes dont Kate Conway, Will Conlon, Corey Lof, Wendy Glazier et Robert Nolan

- Academy of WebTelevision Awards 
  - Nomination : meilleur casting (Best Ensemble Performance) pour Out with Dad

### 2013
- LA Web Series Festival
  - Award : second rôle féminin Remarquable dans une série dramatique (Outstanding Supporting Actress in a Drama Series) pour Out with Dad

### 2014
- 5e indie Soap Awards
  - Nominations : meilleure second rôle féminin, drame (Best Supporting Actress (Drama)) pour Out with Dad